# Lo Vielh de Maruelh
Vielh Maruelh (en francès Vieux-Mareuil) és un municipi francès situat al departament de la Dordonya i a la regió de la Nova Aquitània.

## Demografia
| 1962                                       | 1968 | 1975 | 1982 | 1990 | 1999 | 2007 |
| ------------------------------------------ | ---- | ---- | ---- | ---- | ---- | ---- |
| 425                                        | 393  | 398  | 384  | 350  | 342  | 329  |
| Des de 1962: població sense dobles comptes |      |      |      |      |      |      |

## Administració
| Període   | Identitat      | Partit |
| --------- | -------------- | ------ |
| 1959-1965 | Jean Lacroze   |        |
| 1965-1968 | Michel Terrain |        |
| 1968-1983 | Jean Mandeix   |        |
| 1983-2001 | André Martin   |        |
| 2001-     | Guy Bébot      | Dreta  |